# My Teacher's Wife
My Teacher's Wife (Brasil: Caso Arriscado ) é um filme de comédia sexual adolescente de 1995, dirigido por Bruce Leddy e escrito por Seth Greenland. Originalmente intitulada Bad With Numbers, a história segue as dificuldades do veterano da Southport High School Todd Boomer (Jason London), cujo sonho de toda a vida de ir para Harvard é descarrilado por seu professor de cálculo Sr. Mueller (Christopher McDonald). Quando Todd pede a ajuda tutora da sexy e misteriosa Vicki (Tia Carrere), as coisas vão de mal a pior.
O filme foi filmado em Wilmington, Carolina do Norte com um lançamento planejado para os cinemas em fevereiro de 1995. Mas o colapso financeiro da Savoy Pictures deixou o filme órfão até que a Trimark Pictures o adquiriu, re-intitulado como "My Teacher's Wife", e o lançou em DVD. Também foi destaque no canal a cabo dos EUA. A trilha sonora foi composta e interpretada por Kevin Gilbert, um dos principais colaboradores que escreveu músicas para Sheryl Crow em seu álbum de estreia, Tuesday Night Music Club. O filme também apresenta animações do cartunista indicado ao Oscar Bill Plympton.

## Elenco
- Jason London como Todd Boomer
- Tia Carrere como Vicky Mueller
- Christopher McDonald como Roy Mueller
- Alexondra Lee como Kirsten Beck
- Zak Orth como Paul Faber
- Jeffrey Tambor como Jack Boomer

## Resposta dos críticos
O filme tem uma pontuação de 48% no Rotten Tomatoes.